# George Lewis Becke
George Lewis Becke, gelegentlich George Louis Becke (* 18. Juni 1855 in Port Macquarie, New South Wales; † 18. Februar 1913 in Sydney) war ein australischer Schriftsteller mit englischen Wurzeln. 

## Leben
Becke war der jüngste Sohn (von sechs Kindern) des Angestellten Frederick Becke und dessen Ehefrau Caroline Mathilde Beilby. Seine Eltern waren Engländer, die jeweils mit ihren Familien nach Australien ausgewandert waren. 1867 ließ sich die Familie Becke in Hunters Hill, einem Vorort von Sydney, nieder und George Lewis absolvierte seine Schulzeit an der Fort Street High School. 
Mit 14 Jahren verließ Becke 1869 die Schule und ging mit seinem Bruder Vernon nach San Francisco und blieb dort beinahe zwei Jahre. 1871 schlich er sich auf ein Schiff und kam als Blinder Passagier nach Samoa. In Apia arbeitete er bis Anfang 1873 als Buchhalter im Betrieb der Familie McFarlane und lernte durch diese Arbeit auch er die verschiedensten Menschen kennen. 
Zum Jahreswechsel 1873/74 segelte Becke die Ketsch „E. A. Williams“ nach Mili (Ratak-Kette) und verkaufte sie dort Mitte Januar an William Hayes, einen zwielichtigen US-amerikanischen Kapitän, dem Sklavenhandel (→ Blackbirding) unterstellt wurde. Die „Leonora“, auf der Becke als Passagier zurückreisen wollte, wurde am 15. März 1874 während eines Sturms im Hafen von Lelu (Kosrae) zerstört und die Passagiere konnten erst im Oktober desselben Jahres von der „HMS Rosario“ (Royal Navy) gerettet werden. 
Zurück in Brisbane wurde Becke wegen seiner Geschäftsbeziehungen zu Hayes der Piraterie bezichtigt, angeklagt, aber nach einem längeren Gerichtsverfahren freigesprochen. Anschließend ließ er sich vom Goldrausch am Palmer River in Queensland anstecken und arbeitete einige Zeit in der dortigen Handelsstation. Zwischen 1878 und 1879 verdiente er seinen Lebensunterhalt als Angestellter einer Bank in Townsville. 
Ab April 1880 vertrat Becke in Nanumanga (Ellice Islands) die englische Firma John S. de Wolf & Co. Als zum Jahreswechsel 1880/81 der Ort durch einen Wirbelsturm zerstört worden war, ließ sich Becke in Nukufetau nieder und eröffnete dort im Februar 1881 ein eigenes Geschäft. Dort heiratete er auch Nelea Tikena. Durch einen Schiffbruch bei Beru (Gilbertinseln) im Herbst desselben Jahres verlor er sein gesamtes Vermögen.
Becke ging nach Neubritannien (Bismarck-Archipel) und arbeitete dort wieder als Angestellter einer Handelsstation. Im November 1882 wechselte er nach Majuro (Marshallinseln), wo er nun als Händler bei Hernsheim & Co angestellt war. Im Herbst 1885 kehrte er in seine Heimatstadt zurück und heiratete dort am 10. Februar 1886 Elizabeth Maunsell. Mit ihr hatte er eine Tochter, Nora (* 1888). 
Im Januar 1892 siedelte Becke zusammen mit seiner Ehefrau nach Sydney über. Er lernte den Verleger des wöchentlich erscheinenden Magazins The Bulletin, J. F. Archibald, kennen und ließ sich noch im selben Jahr von diesem und einem weiteren Freund, dem Forscher Ernest Favenc überreden, seine Erlebnisse in regelmäßigen Skizzen und Erzählungen zu veröffentlichen. Sein erfolgreiches Debüt als Autor konnte Becke am 6. Mai 1893 mit seiner Erzählung Tis in the Blood feiern. 
Anfang 1896 trennte sich Becke von seiner Ehefrau und reiste nach London; er kehrte erst im Sommer 1909 nach Sydney zurück. Mit seiner Begleitung, Fanny Sabina Long (1871–1959), wohnte er erst in London, später in Eastbourne. Mit Long hatte er zwei Töchter. Während dieser Zeit fuhr Becke auch nach und durch Frankreich und hielt sich längere Zeit in Normandie auf. 
Nach seiner Rückkehr nach Australien ließ sich Becke wieder in Sydney nieder und arbeitete als freischaffender Schriftsteller. Im Alter von 57 Jahren erlag George Lewis Becke am 18. Februar 1913 seiner Krebserkrankung und fand seine letzte Ruhestätte auf dem Waverley Cemetery von Bronte (Sydney).

## Rezeption
Mit seinem Debüt am 6. Mai 1893 fand Becke relativ spät zum Schreiben. In seinen ersten Kurzgeschichten finden sich noch Schwächen autobiographischer Erzählungen, welche aber bald schon überwunden waren. Die zeitgenössische Literaturkritik stellte ihn in die Nähe von Joseph Conrad und Robert Louis Stevenson. Einige seiner Erzählungen und Kurzgeschichten verfasste Becke zusammen mit Walter J. Jeffrey (1861–1922).

## Werke (Auswahl)

### Alleinige Autorenschaft
Briefe
- Nicholas Thomas (Hrsg.): Bad colonists. The South Sea letters of Vernon Lee Walker and Louis Becke. University Press, Durham 1999, ISBN 0-8223-2257-9.

Kurzgeschichten
- Mrs. Liardet: A South Sea Trading Episode, in: Louis Becke: The Ebbing of the Tide; South Sea stories, 1896 (dt. Die Witwe des Kapitäns, 2014; in Coo-ee: Nächtliche Begegnung ... und andere australische Klassiker, Balladine Publishing, Hamburg 2017, ISBN 978-3-945035-11-5)
- Pacific Tales. Fisher Unwin, London 1925 (EA London 1897)
- Wild life in Southern Sea. 2. Aufl. Fisher Unwin, London 1897
- Südsee. Geschichten aus Ozeanien. Verlag Die Brigantine, Hamburg 1969.
- Yorke, the adventurer and other stories. Fisher Unwin, London 1901.
- Under tropic skies. Books for Libraries Press, Freeport 1970, ISBN 0-8369-3379-6 (Nachdr. d. Ausg. London 1905).
- Chinkie's flat and other stories. Fisher Unwin, London 1904.
- Breachley. Black sheep. Fisher Uniwin, London 1902.
- Rodman, the boat-steerer and other stories. Books for Libraries, Freeport 1970, ISBN 0-8369-3573-X (Nachdr. d. Ausg. London 1924).
- Ridan, the devil and other stories. Fisher Unwin, London 1899.
- Helen Adair. Fisher Unwin, London 1924 (Nachdr. d. Ausg. London 1901).
- The strange adventure of James Shervinton and other stories. Fisher Unwin, London 1902.

### Zusammen mit Walter J. Jeffrey
- The Tapu of Banderah and other stories. Pearson Books, London 1901.
- The mutineer. A romance of Pitcairn Island. Fisher Unwin, London 1898.
- A first fleet family. A hitherto unpublished narrative of certain remarkable adventures compiled from the papers of Sergeant William Dew of the Marines. MacMillan, New York 1896.
- Admiral Phillip. The founding of New South Wales. Fisher Unwin, London 1899.
- The mystery of the Laughlin Isles. Fisher Unwin, London 1896.
- The naval pioneers of Australia. John Murray Books, London 1899.